# 이동 통신

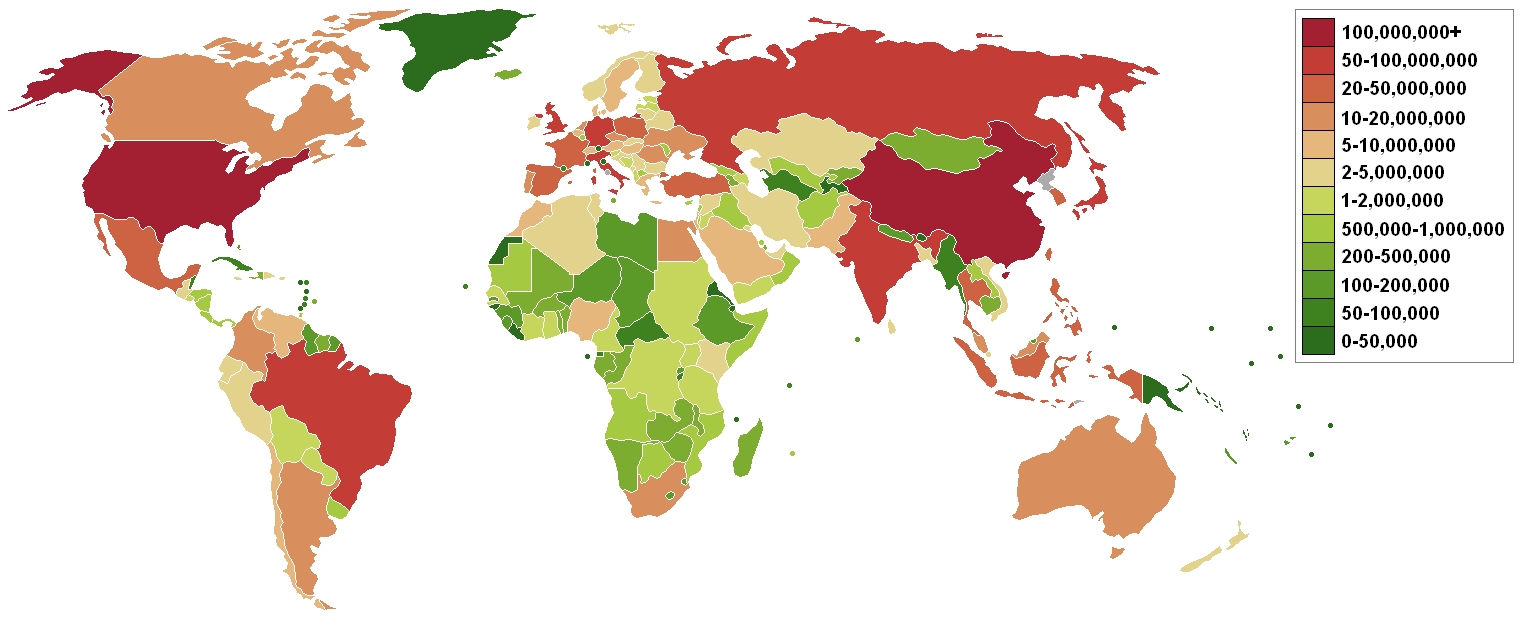
세계의 이동 통신 이용자 현황

이동 통신(移動通信, 영어: mobile telecommunication)은 사용자가 단말기를 통해 음성이나 영상, 데이터 등을 장소에 구애받지 않고 통신할 수 있도록 이동성이 부여된 통신 체계를 말한다.

## 역사
- 1세대 : AMPS
- 2세대 : CDMA, GSM
- 3세대 : CDMA2000, W-CDMA, TD-SCDMA, UMTS
- 3.5세대 : HSDPA
- 3.75세대 : HSUPA
- 3.9세대 : HSPA+, LTE
- 4세대 : LTE-Advanced
- 5세대 : 5G
- 6세대 : 6G

## 구성
이동 통신을 구성하는 네트워크는 크게 코어 네트워크(Core Network)와 액세스 네트워크(Access Network)로 구분된다.
- 코어 망: 코어 망은 크게 세 가지 기능을 수행한다. 가입자의 번호, 가입자의 현재 위치와 같은 가입자 정보를 관리하는 기능과 유선 전화망 서비스와 연결하는 기능과 다른 부가 서비스의 제공을 위한 서버의 기능이 그것이다. 코어망은 전체 망을 총괄하여 관리하는 부분과 각 지역별 액세스망과 연결되는 부분으로 나눌 수 있다.
- 액세스 망: 액세스 망은 가입자와 직접 연결되는 망으로 가입자의 번호 처리, 서비스의 연결 및 정보의 송수신과 같은 기능을 담당한다. 액세스 망의 주요한 거점은 기지국이다.

## 서비스의 원리

### 기지국의 구성

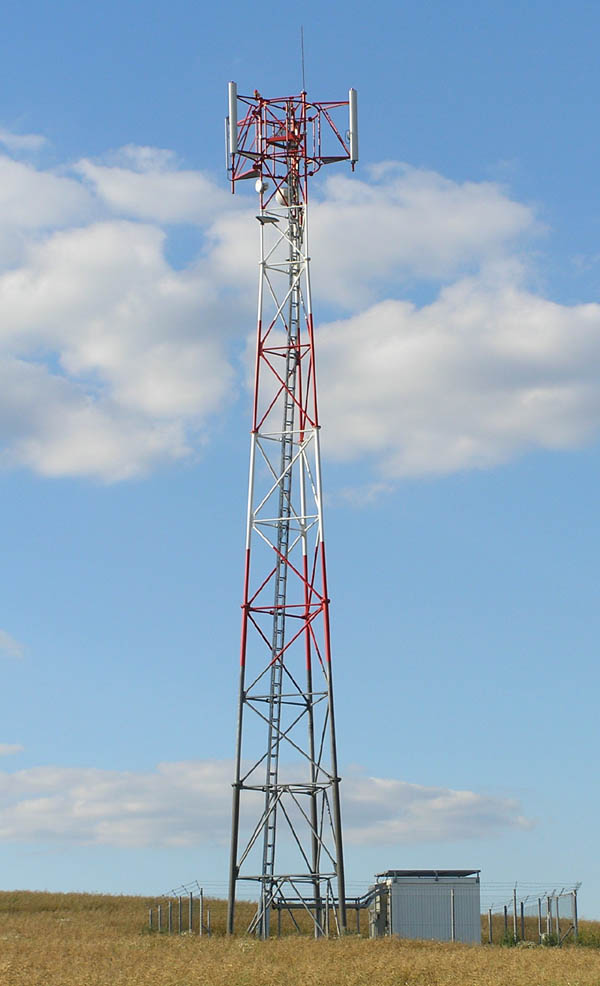
기지국

이동 통신 서비스를 제공하는 사업자는 서비스 제공 지역을 포괄하는 기지국들을 설치한다. 하나의 기지국이 서비스를 제공할 수 있는 범위를 셀이라 한다. 이 때문에 휴대 전화를 셀룰러 폰(Cellular Phone)이라 하기도 한다. 기지국들은 서로 인접하여 있어서 서비스 제공 지역 전체를 벌집처럼 덮어 사용자가 하나의 셀에서 다른 셀로 이동하더라도 지속적으로 서비스를 제공할 수 있다. 이렇게 지속적으로 서비스를 제공하는 기술을 핸드오프(핸드오버) 기술이라고 한다.

### 사용자의 위치
사용자의 단말기에는 각자 고유 번호가 부여되어 있다. 또한 가입자 개개인에게는 이동 통신 번호가 부여된다. 사용자의 단말기는 통화가 없더라도 지속적으로 기지국으로 단말기 고유 번호를 인식할 수 있는 신호를 보낸다. 이렇게 전송받은 단말기 정보는 코어 네트워크에 등록되어 사용자의 현재 위치를 파악할 수 있게 한다.

### 이동 통신 간의 통신
같은 이동 통신 서비스를 이용하는 사용자 간에 통신하는 경우를 살펴보면 다음의 순서에 따라 통신이 일어난다.
- 사용자 ㄱ이 사용자 ㄴ에게 통화를 시도한다고 하자.
- 사용자 ㄱ은 휴대전화로 사용자 ㄴ의 전화번호를 누르고 통신 버튼을 누른다. 액세스 네트워크는 사용자 ㄱ의 서비스 요청을 수신하여 코어 네트워크로 전송한다.
- 사용자 ㄱ의 서비스 요청을 전달 받은 코어 네트워크는 사용자 ㄴ의 전화번호에 해당하는 단말기 고유번호를 검색하여 사용자 ㄴ의 상태를 파악한다.
- 사용자 ㄴ의 단말기 전원이 꺼져 있거나 서비스 지역 내에 없을 경우 이를 사용자 ㄱ에게 알린다. 대개의 경우 "단말기의 전원이 꺼져 있어 통화하실 수 없습니다. 음성을 남기시려면 ......"과 같은 메시지를 호출한다.
- 사용자 ㄴ의 단말기가 서비스 지역 안에 정상적으로 있는 것을 확인하면 사용자 ㄴ가 있는 기지국으로 사용자 ㄱ의 호출을 송신한다.
- 사용자 ㄴ가 있는 기지국에서는 코어 네트워크로부터 사용자 ㄱ의 호출을 넘겨받아 이를 사용자 ㄴ의 단말기로 송신한다.
- 사용자 ㄴ의 단말기 벨이 울린다.
- 위 과정에서 무선 통신은 사용자와 기지국 구간에서 일어난다. 나머지 구간은 광케이블을 이용한 유선 통신 구간이다.

### 유선 전화와의 통신
이동 통신과 유선 전화 간에 통신이 일어날 때에는 사용자의 서비스 요청이 코어 네트워크에 전달되면 코어 네트워크에서 시내 전화망으로 연결되고 시내 전화망에 의해 통화 요청이 처리된다.

## 단말기
이동 통신 서비스의 사용자 단말기는 흔히 휴대 전화라고 불린다. 최초의 이동 통신인 아날로그 방식의 셀룰러 폰은 음성의 송수신이 주된 서비스였으나 최근에는 동영상, 문자, 인터넷 정보, 방송, 사진 촬영, 신용 결제 등 다양한 서비스가 결합된 단말기가 출시되고 있다.

## 규격
이동 통신 서비스를 제공하는 방식에 따라 다음과 같은 서비스 규격이 있다.
- FDMA: "주파수 분할 다중 접속"의 약자이다. 가입자 수용에 제한이 있어 거의 사용되지 않는다.
- GSM: "글로벌 모바일 서비스"의 약자이다. 접속방식은 TDMA, 즉 "시분할 다중 접속"을 사용한다.
- CDMA: "코드 분할 다중 접속"의 약자이다.
- W-CDMA: "광대역 코드 분할 다중 접속"의 약자이므로, 일종의 3세대 이동 통신이라 부른다.
- HSDPA와 LTE: 고속 무선 인터넷 서비스를 위하여 W-CDMA가 진화된 형태이다. HSPA는 고속 패킷 전송을 지원하며, LTE는 CDMA 방식을 사용하는 대신, 광대역 주파수를 활용하기 위해 OFDM을 사용한다.
- CDMA 2000: CDMA 규격을 진화시킨 3세대 이동 통신 방식의 하나이다.
- HRPD와 UMB: CDMA 2000 계열로 각 WCDMA의 HSPA와 LTE의 대응 표준이다.

## 사업자
- 다국적 이동통신 사업자 : 3 (기업), 보다폰, 텔레포니카, 스마일 텔레콤, MTM
- 대한민국: SK텔레콤, KT, LG유플러스
- 중화인민공화국: 중국이동통신(차이나 모바일), 차이나유니콤, 중국전신집단회사(차이나텔레콤)
- 조선민주주의인민공화국: 고려링크, 강성네트망
- 미국: 버라이즌, AT&T, 스프린트, 도이체 텔레콤(T모바일), 크리켓 와이어리스, us 셀룰러
- 일본: 소프트뱅크 모바일, KDDI, NTT 도코모
- 사우디아라비아: 사우디텔레콤, 모바일리
- 노르웨이: 텔레노르
- 몽골: 모비콤, 유니텔 (통신사), 스카이텔
- 남아프리카 공화국: 보다콤
- 아랍에미리트: 에티살랏, DU
- 스페인: 텔레포니카
- 스위스: 스위스컴, 선라이즈
- 그리스: 코스모테
- 이집트: 오라스콤
- 필리핀: 스마트, 선 (통신사), 레드, 글로브
- 캄보디아: 스마트
- 네팔: 네팔텔레콤
- 오스트레일리아: 리베라(지역 사업자), 옵터스, 텔스트라
- 인도네시아: 엑셀콤, 텔콤, 텔콤셀, 인도삿
- 싱가포르: 싱가포르 텔레콤, 스타허브, M1
- 레바논: 터치
- 러시아: 메가폰 (기업), 요타 (이동통신)

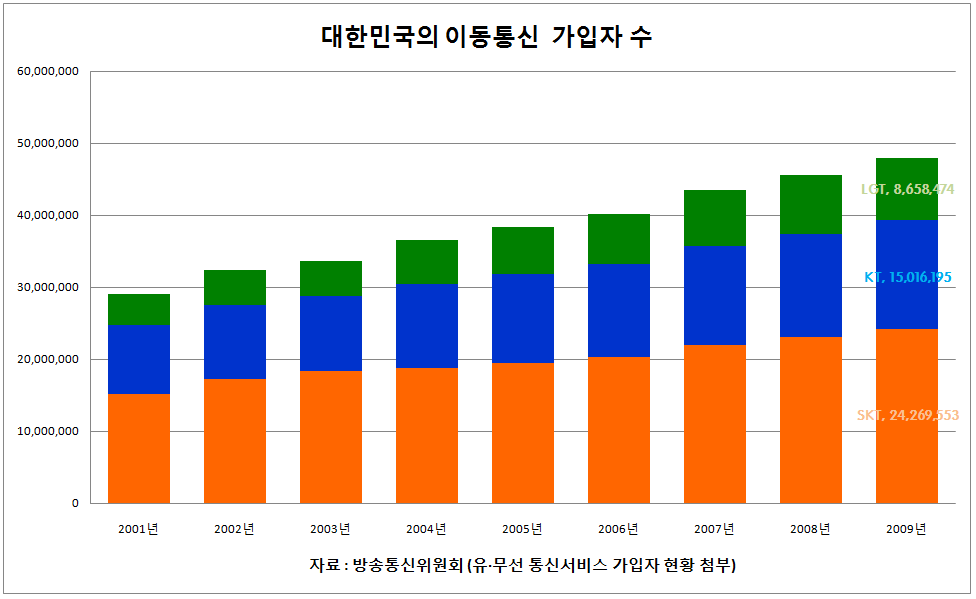
대한민국의 이동 통신 가입자 수 (통계)

## 같이 보기
- 셀 (이동 통신)
- 휴대 전화